# Beder (plaats)
Beder is een plaats in de Deense regio Midden-Jutland, gemeente Aarhus, en telt 4285 inwoners (2008).